# The Kiss (film, 1999)
Pour les articles homonymes, voir The Kiss.
Pour plus de détails, voir Fiche technique et Distribution.
The Kiss: My Private Nightmare (Le Baiser) est un film canadien réalisé par Bashar Shbib, sorti en 1999. C’est le sixième et dernier volet d’une série de six films appelée The Senses (Les Sens).

## Synopsis
Bill Gabriel Young, le réalisateur de films de série B déjà vu dans Hot Sauce, apprend qu’il est atteint d’un cancer du sang. Alors qu’il tourne son dernier film, il explique à ses enfants qu’il avait l’intuition qu’il allait mourir de cette manière, et il leur parle du baiser comme d’un voyage qui leur permet de se relier à la vie.

## Fiche technique
- Titre : The Kiss
- Réalisation : Bashar Shbib
- Scénario : Bashar Shbib, Thérèse Brodeur
- Production : Pierre Latour, Bashar Shbib, Andrew Makarewicz
- Photographie : Karine Zerbé
- Montage : Rob Swartz, Robert Yates
- Musique : Titi Rebo, Ivan Zavada
- Pays d'origine : Canada
- Langue : anglais
- Durée : 77 min
- Format : couleur, 35 mm
- Budget :
- Date de sortie : 23 avril 1999 [1],[2].

## Distribution
- Bill Gabriel Young : Bashar Shbib
- Tanya, et : Maïa Nadon-Chbib
- Amir : Tadzeo Horner-Chbib
- Laila : Camille Fortin-Chbib

## Diffusion
The Kiss a été à l’affiche pendant une semaine seulement.

## Style et genre
The Kiss, dans lequel les séquences de rêve sont nombreuses, a été caractérisé de « fable onirique ». Le film oscille entre le home movie, le documentaire et la fiction.